# Oenanthe brevisecta
Oenanthe brevisecta är en flockblommig växtart som beskrevs av Charles Simon. Oenanthe brevisecta ingår i släktet stäkror, och familjen flockblommiga växter. Inga underarter finns listade i Catalogue of Life.